# (85516) Vaclík
(85516) Vaclík est un astéroïde de la ceinture principale.

## Description
(85516) Vaclik est un astéroïde de la ceinture principale. Il fut découvert le 2 novembre 1997 à l'Observatoire Kleť par Jana Tichá et Miloš Tichý. Il présente une orbite caractérisée par un demi-grand axe de 2,35 UA, une excentricité de 0,25 et une inclinaison de 5,8° par rapport à l'écliptique.

## Compléments